# باول ميتشيل (منافس ألعاب قوى)
باول ميتشيل (بالإنجليزية: Paul Mitchell)‏ هو منافس ألعاب قوى أسترالي، ولد في 24 أكتوبر 1970.